# Dinamarca en los Juegos Olímpicos de Amberes 1920
Dinamarca estuvo representada en los Juegos Olímpicos de Amberes 1920 por un total de 154 deportistas que compitieron en 14 deportes.  
El portador de la bandera en la ceremonia de apertura fue el gimnasta Robert Johnsen.

## Medallistas
El equipo olímpico danés obtuvo las siguientes medallas:
| Nombre                                                                           | Deporte             | Competición                              |
| -------------------------------------------------------------------------------- | ------------------- | ---------------------------------------- |
| Oro                                                                              |                     |                                          |
| Equipo                                                                           | Gimnasia artística  | Sistema libre M                          |
| Stefani Clausen                                                                  | Saltos              | Plataforma 10 m F                        |
| Lars Madsen Niels Larsen Anders Petersen Erik Sætter-Lassen Anders Peter Nielsen | Tiro                | Rifle militar en posición de pie 300 m M |
| Plata                                                                            |                     |                                          |
| Henry Petersen                                                                   | Atletismo           | Slato con pértiga M                      |
| Anders Petersen                                                                  | Boxeo               | Mosca (50,8 kg) M                        |
| Gotfred Johansen                                                                 | Boxeo               | Ligero (61,2 kg) M                       |
| Søren Petersen                                                                   | Boxeo               | Pesado (+79,4 kg) M                      |
| Equipo                                                                           | Gimnasia artística  | Sistema sueco M                          |
| Equipo                                                                           | Hockey sobre hierba | Torneo M                                 |
| Poul Hansen                                                                      | Lucha grecorromana  | +82,5 kg M                               |
| Niels Larsen                                                                     | Tiro                | Rifle en tres posiciones 300 m M         |
| Lars Madsen                                                                      | Tiro                | Rifle militar en posición de pie 300 m M |
| Bronce                                                                           |                     |                                          |
| Johannes Eriksen                                                                 | Lucha grecorromana  | 82,5 kg M                                |